# Liste der Monuments historiques in Berlancourt (Oise)
Die Liste der Monuments historiques in Berlancourt (Oise) führt die Monuments historiques in der französischen Gemeinde Berlancourt auf.

## Liste der Objekte
| Bezeichnung | Beschreibung           | Standort                | Kennzeichnung | Schutzstatus | Datum | Bild |
| ----------- | ---------------------- | ----------------------- | ------------- | ------------ | ----- | ---- |
| Taufbecken  | Stein, 12. Jahrhundert | in der Kirche St-Martin | PM60000306    | Inscrit      | 1913  |      |